# ارواین ثورنلی
ارواین ثورنلی (به انگلیسی: Irvine Thornley) زادهٔ ۱۸۸۳ بازیکن فوتبال اهل انگلستان بود که سابقهٔ بازی در تیم ملی فوتبال انگلستان را در کارنامهٔ خود دارد. وی در تاریخ ۱۸ مارس ۱۹۰۷ تنها بازی ملی خود را در مقابل تیم ملی فوتبال ولز انجام داد.